# Renato Dulbecco
Renato Dulbecco (Cantanzaro, 22 februari 1914 – La Jolla, 20 februari 2012) was een Italiaans viroloog. In 1975 won hij de Nobelprijs voor de Fysiologie of Geneeskunde voor het beschrijven hoe tumorvirussen inwerken op het genetische materiaal van de cel. Hij deelde de prijs met David Baltimore en Howard Temin

## Biografie

### Jonge jaren
Dulbecco werd geboren als zoon van een Calabrische moeder en een Ligurische vader. Hoewel hij sterke interesse had in wiskunde en natuurkunde, koos hij voor een studie geneeskunde. Hij volgde deze studie aan de Universiteit van Turijn. Op zijn 22e studeerde hij af in morbide anatomie en pathologie onder professor Giuseppe Levi. In deze periode leerde hij ook Salvador Luria en Rita Levi-Montalcini kennen, op wiens aandringen hij later naar de Verenigde Staten zou komen.
In 1936 werd hij opgeroepen voor militaire dienstplicht als een medisch officier. In 1938 verliet hij het leger, maar toen Italië in 1940 deel ging nemen aan de Tweede Wereldoorlog werd hij weer opgeroepen. Hij moest naar het front in Frankrijk en Rusland. Na de val van het Fascisme ging hij bij het verzet tegen de Duitse overheersing.

### Wetenschappelijke carrière
Na de oorlog hervatte Dulbecco zijn werk bij Levi's laboratorium, maar al snel verhuisde hij samen met Levi-Montalcini naar de Verenigde Staten. Hier ging hij in Bloomington, Indiana, werken aan bacteriofagen samen met Salvador Luria. In de zomer van 1949 ging Dulbecco werken bij Caltech, alwaar hij zich bij Max Delbrücks groep voegde. Hier begon hij met zijn studie naar dierlijke oncovirussen. Eind jaren vijftig nam hij Howard Temin aan als student. Samen met hem en David Baltimore deed hij onderzoek naar de interactie tussen tumorvirussen en het genetisch materiaal van de cel. Temin en Baltimore ontdekten los van elkaar, maar vrijwel tegelijkertijd, het principe van reverse-transcriptase. Hoewel Dulbecco hier niet direct bij betrokken was, was hij wel de bedenker van de methodes die door de twee werden gebruikt voor het bestuderen van reverse-transcriptase.
In 1962 verhuisde Dulbecco naar het Salk Instituut. In 1982 ging hij naar het Imperial Cancer Research Fund. In 1986 was hij een van de wetenschappers die meehielp bij de oprichting van het menselijk genoomproject.
In 1993 verhuisde Dulbecco terug naar Italië, alwaar hij president was van het Instituut van Biomedische Technologieën aan het Consiglio Nazionale delle Ricerche (CNR, Nationale OnderzoeksRaad) in Milaan.